# Temporada de huracanes en el Atlántico de 1984
La temporada de huracanes en el Atlántico de 1984 fue el período anual de la formación de los ciclones tropicales. Se inició oficialmente el 1 de junio de 1984, y duró hasta el 30 de noviembre de 1984. Estas fechas convencionalmente delimitan el período de cada año cuando la mayoría de ciclones tropicales se forman en la cuenca atlántica.
La tormenta más perjudiciales fue el huracán Diana, que causó $65,5 millones (1984 dólares) en daños en Carolina del Norte. Diana fue el primer huracán en golpear una central nuclear, pero no se informó de daños. También fue el primer gran huracán en golpear la costa este de EE. UU. en casi 20 años. También se notó el huracán Lili, que duró hasta después de finaliza oficialmente la temporada. Se disipó el 24 de diciembre. Esta es la primera versión de la lista usada en 2008.

## Tormentas
Cronología de la actividad tropical del Atlántico en 1984 en la temporada de huracanes

### Tormenta Tropical Arthur
La temporada 1984 comenzó con retraso, con su primera tormenta nombrada formada el 28 de agosto. Arthur se formó al este de las Islas de Barlovento y tuvo un movimiento en general al noroeste. Se redujo a una depresión el 1 de septiembre, y se disipó varios días más tarde. Arthur fue una tormenta tropical mínima, y no causó lluvias en tierra.

### Tormenta Tropical Bertha
Bertha fue una efímera tormenta tropical que se formó en mitad del Atlántico el 31 de agosto, en estrecha proximidad a Arthur. La tormenta tomó una curva hacia la derecha antes de fusionarse con un frente frío el 4 de septiembre. Bertha nunca se acercó a tierra y no causó ningún daño.

### Tormenta Tropical César
Una segunda tormenta se formó el 31 de agosto como una borrasca no tropical, se fortaleció en la tormenta tropical César frente a la costa este de los Estados Unidos. César viajó al noreste y se fue fortaleciendo gradualmente hasta que se convirtió en extratropical y se acabó fusionando con otro sistema frente a las costas de Terranova el 2 de septiembre.

### Huracán Diana
El 8 de septiembre, una borrasca no tropical se organizó en la tormenta tropical Diana al norte de las Bahamas. Diana resultó difícil de pronosticar para los meteorólogos, ya que, inicialmente se desplaza hacia el oeste a Cabo Cañaveral, para luego virar al norte en paralelo a la costa. El 11 de septiembre, la tormenta alcanzó la fuerza de huracán, y siguió intensificando hasta un huracán categoría 4. Se movió hacia el nornoreste, e hizo un pequeño buvle anti-ciclónico antes de golpear cerca de Cabo Fear, como un huracán Categoría 2, el día 13. Una debilitada tormenta tropical Diana volvió al mar y se dirigió al noreste, hasta que se convirtió en extratropical cerca de Terranova el 16 de septiembre.
Los daños se estimaron en $65,5 millones de dólares. Y hubo tres muertes indirectas asociadas con Diana. Diana fue el primer huracán en golpear una planta de energía nuclear. En la planta nuclear "Carolina Power and Light Brunswick" se registraron vientos huracanados, pero no se produjeron daños a las instalaciones.

### Tormenta Tropical Edouard
Los orígenes de la tormenta tropical Edouard no están claros, pero una zona de tormentas se formó en la bahía de Campeche, se fortaleció en una tormenta tropical el 14 de septiembre. Edouard se intensificó rápidamente, con velocidades del viento que alcanzaron los 100 km/h (62 mph). Tras su fortalecimiento, Edouard se disipó aún más rápidamente, degenerando en una zona de tormentas al día siguiente. Los restos de Edouard se trasladaron  a la tierra cerca del puerto de Veracruz.

### Tormenta Tropical Fran
Fran se formó cerca de Cabo Verde el 15 de septiembre, y, en general, viajó al oesnoroeste. Se disipó el 20 de septiembre. No se informó de daños, a pesar de estaciones meteorológicas en Cabo Verde informaron de vientos poco menos de fuerza de tormenta tropical. Hubo 31 personas muertas en las islas.

### Tormenta Tropical Gustav
Gustav pasó la mayor parte de su vida como una buena depresión tropical, se formó el 16 de septiembre en el Atlántico al sur de Bermudas. La depresión se trasladó al norte, y su movimiento se estancó en Bermudas el día 17. Un día más tarde, la depresión se había fortalecido a una tormenta tropical y fue nombrada Gustav. La tormenta tropical Gustav se dirigió al noreste, hasta que fue absorbido por un frente el 19 de septiembre.

### Huracán Hortense
El 23 de septiembre, una tormenta subtropical se formó al sureste de Bermudas. La tormenta adquirió características tropicales y Hortensia fue nombrada al día siguiente. Siguió un recorrido sinuoso los siguientes días, y brevemente se convirtió en huracán. El 30 de septiembre, el centro de la tormenta tropical pasó cerca de las Bermudas. La tormenta se fusionó con una borrasca extratropical el 2 de octubre. La borrasca extratropical con la que se fusionó Hortense, causó graves daños y seis muertos en Francia y España.

### Tormenta Tropical Isidore
Una depresión tropical se formó el 25 de septiembre al sureste de Bahamas. La depresión se dirigió al oeste, y pasó a ser una tormenta tropical en el centro de Bahamas el 26. Golpeó la costa de EE. UU. cerca de Júpiter, Florida. Manteniendo la fuerza de tormenta tropical, Isidore viró al noreste, y salió al agua cerca de Jacksonville, Florida. Isidore continuó al noreste hasta que fue absorbido por un frente el 1 de octubre.
Los daños en los EE. UU. se estimaron en $ 750.000 dólares (1984 USD). Se produjo una muerte por electrocución.

### Huracán Josephine
Josephine se convirtió en una tormenta nombrada el 8 de octubre, al noreste de Puerto Rico. Se trasladó brevemente al oeste y luego torció rumbo norte. Si bien se quedó así fuera de la costa de los EE. UU., Josephine fue una gran tormenta y  vientos sostenidos  de tormenta tropical se midieron en Diamond Shoals de Cabo Hatteras. Cuando pasó a 36° de latitud norte (aproximadamente el nivel con Norfolk, Virginia, Josephine viró hacia el sureste, y luego al noreste. Siguió por ese camino hasta que se hizo un bucle ciclónica que comenzó el 17 de octubre Al mismo tiempo se convirtió en extratropical. La tormenta perdió su identidad el día 21.
El huracán causó daños por olas en las zonas costeras, pero sobre todo supuso una amenaza para las rutas marítimas del Atlántico Norte.

### Huracán Klaus
Klaus se formó como una depresión tropical en el centro del mar Caribe el 6 de noviembre. La depresión se movió hacia el norte hacia Puerto Rico ese día, y alcanzó fuerza de tormenta tropical. El día 7, Klaus llegó a fuerza de huracán. Se movió generalmente al noreste hasta que comenzó a perder sus características tropicales el 12 de noviembre.
Los daños de la tormenta ascendieron a $152 millones (1984 USD), y mató a dos personas en la República Dominicana.

### Huracán Lili
Lili comenzó como una tormenta subtropical en la zona central del Atlántico Norte el 12 de diciembre. La tormenta hizo un bucle sobre mar abierto durante más de una semana antes de adquirir características tropicales y se clasificara como huracán. En este punto, el huracán Lili se dirigía al suroeste hacia el Caribe. Continuó en este camino, pero se debilitó a una depresión tropical al aproximarse a la Española. En el momento de tocar tierra en Haití el 24 de diciembre, había degenerado en una zona de tormentas.

## Energía Ciclónica Acumulada (ECA)
| ACE (104kt²) – Storm: Source | ACE (104kt²) – Storm: Source | ACE (104kt²) – Storm: Source | ACE (104kt²) – Storm: Source | ACE (104kt²) – Storm: Source | ACE (104kt²) – Storm: Source |
| ---------------------------- | ---------------------------- | ---------------------------- | ---------------------------- | ---------------------------- | ---------------------------- |
| 1                            | 19,5                         | Josephine                    | 8                            | 1,54                         | César                        |
| 2                            | 15,2                         | Diana                        | 9                            | 1,30                         | Arthur                       |
| 3                            | 11,5                         | Klaus                        | 10                           | 0,788                        | Edouard                      |
| 4                            | 6,92                         | Hortense                     | 11                           | 0,608                        | Gustav                       |
| 5                            | 6,20                         | Lili                         | 12                           | 0,490                        | Bertha                       |
| 6                            | 3,62                         | Isidore                      |                              |                              |                              |
| 7                            | 3,27                         | Fran                         |                              |                              |                              |
| Total= 70,9375 (71)          |                              |                              |                              |                              |                              |

La tabla a la derecha muestra la Energía Ciclónica Acumulada (ECA) para cada ciclón tropical formado durante la temporada. El ECA es, a grandes rasgos, una medida de la energía del huracán multiplicado por la longitud del tiempo que existió, así como de huracanes particularmente intensos. Cuanto más tiempo dure y más intenso sea el huracán conllevará una ECA más alta. El valor de ECA solo se calcula para sistemas tropicales de 34 nudos (39 mph, 63 km/h) o más y tormentas tropicales fuertes.

## Nombres de las Tormentas
Los siguientes nombres fueron usados para nombrar las tormentas que se formaron en el Atlántico Norte en el 1984. Esta lista será usada de nuevo en la temporada de 1990. Fue la primera vez que estos nombres se usaron desde el cambio en la política de nombramiento llevada a cabo por el Centro Nacional de Huracanes posterior a 1978, salvo Bertha y Fran que fueron usados en 1957 y 1973. Los nombres que no han sido usados en esta temporada están marcados con gris.
| - Arthur - Bertha - César - Diana - Edouard - Fran - Gustav | - Hortense - Isidore - Josephine - Klaus - Lili - Marco (sin usar) - Nana (sin usar) | - Omar (sin usar) - Paloma (sin usar) - Rene (sin usar) - Sally (sin usar) - Teddy (sin usar) - Vicky (sin usar) - Wilfred (sin usar) |

### Nombres retirados
La Organización Meteorológica Mundial no retiró ningún nombre de los usados en 1984 por considerarse que ningún huracán provocó daños mayores y perdidas humanas considerables.